# Remetecankó
A remetecankó (Tringa solitaria) a madarak osztályának lilealakúak (Charadriiformes) rendjébe, ezen belül a szalonkafélék (Scolopacidae) családjába tartozó faj.

## Rendszerezése
A fajt Alexander Wilson skót-amerikai költő, ornitológus írta le 1813-ban.

## Alfajai
- Tringa solitaria cinnamomea (Brewster, 1890)
- Tringa solitaria solitariaA. Wilson, 1813

## Előfordulása
Alaszka és  Kanada területén költ, telelni Közép-Amerika, Dél-Amerika és a Karib-térség területére vonul. Kóborló példányai eljutnak Európa nyugati részére is.
Természetes élőhelyei a tűlevelű erdők, gyepek és szavannák, mocsarak, tavak, folyók és patakok környékén.

## Megjelenése
Testhossza 21 centiméter, szárnyfesztávolsága 55-56 centiméter, testtömege 50-69 gramm.
|  |

## Életmódja
Vízparton keresgéli gerinctelenekből álló táplálékát.

## Szaporodása
Fészekalja 3-5 tojásból áll.

## Természetvédelmi helyzete
Az elterjedési területe rendkívül nagy, egyedszáma nagy és ugyan csökkenő, de még nem éri el a kritikus szintet. A Természetvédelmi Világszövetség Vörös listáján nem fenyegetett fajként szerepel.